# Нефтяные масла

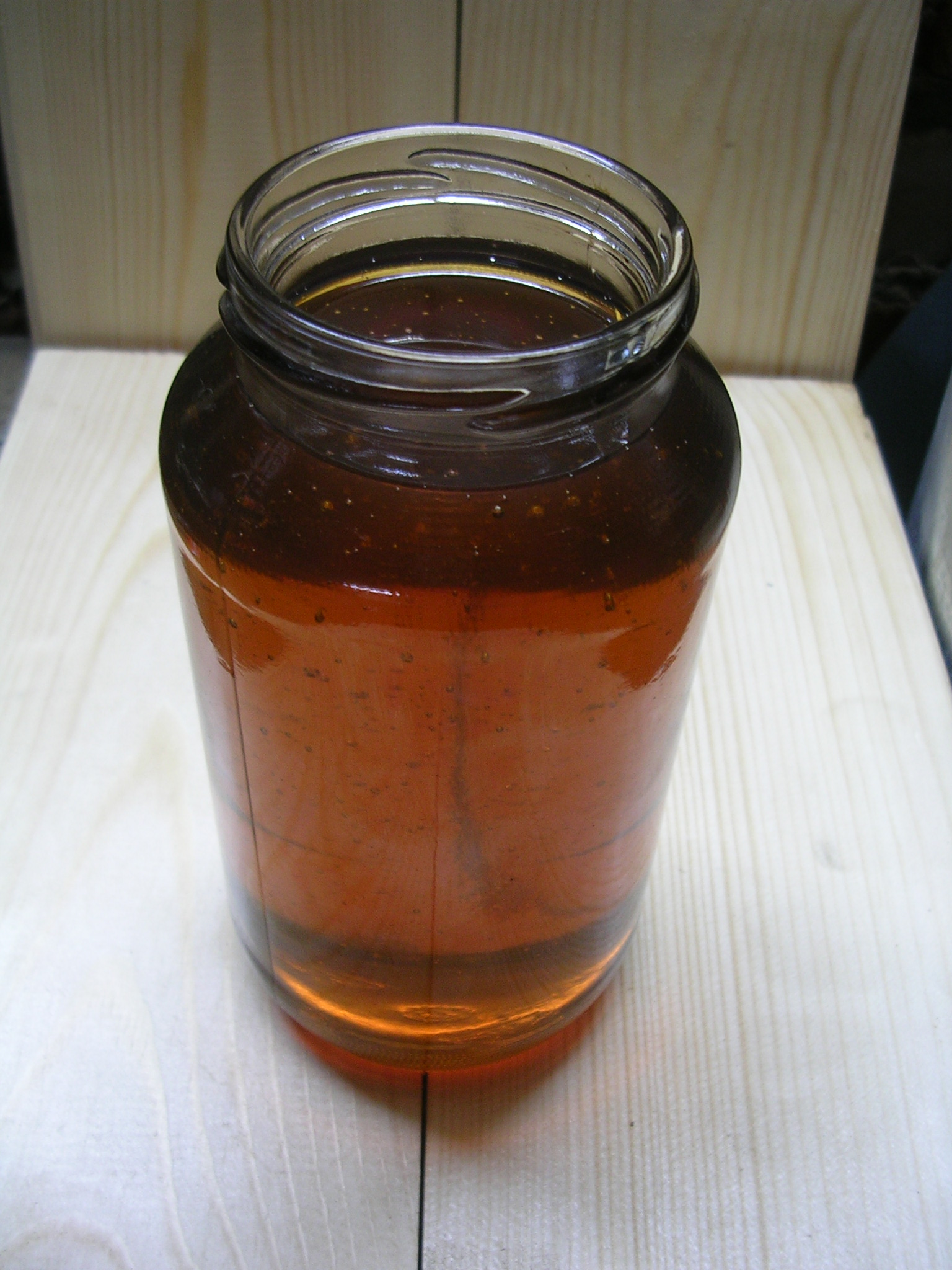
Минеральное моторное масло

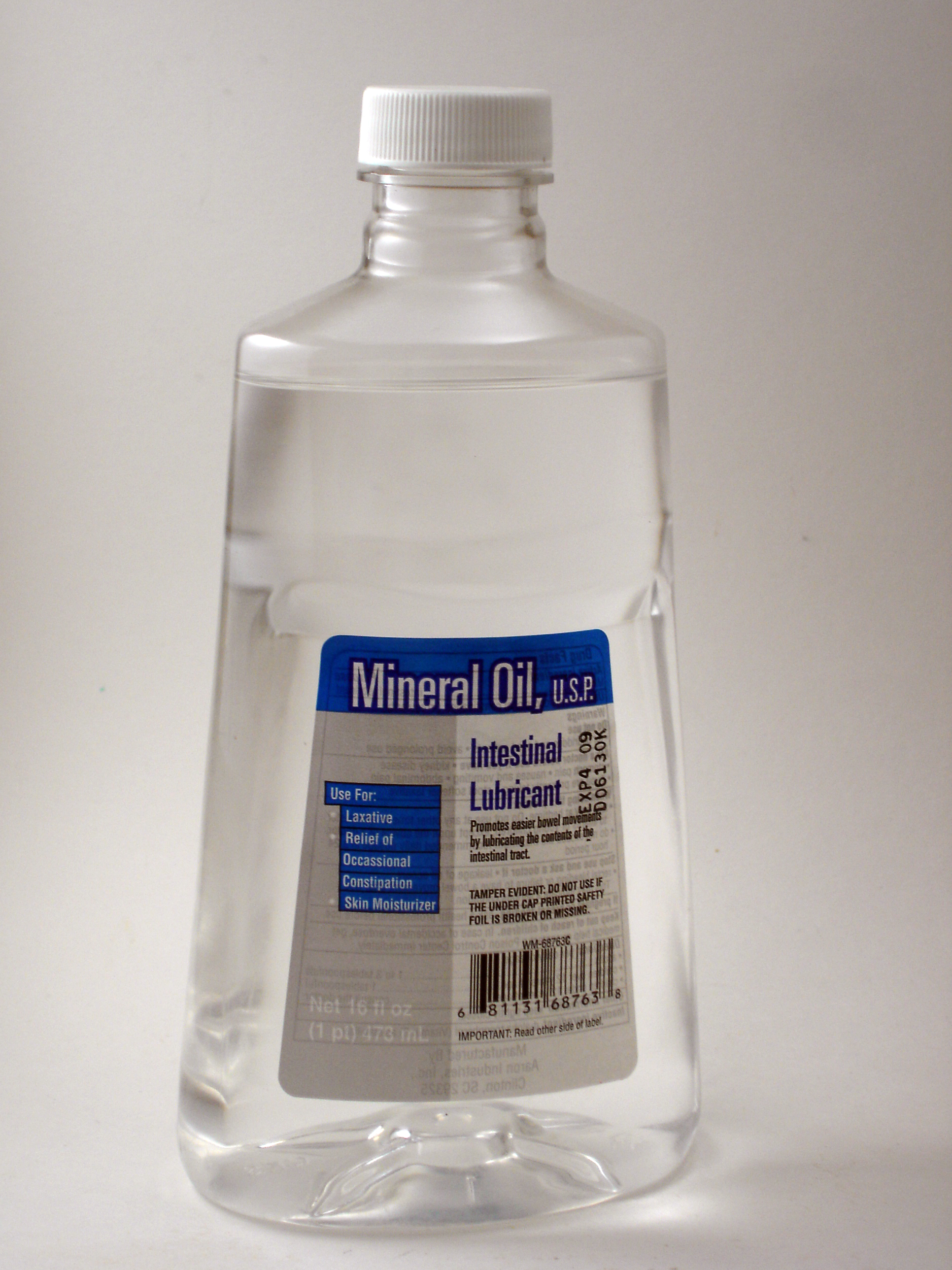
Минеральное масло

Нефтяные масла (чаще используется название минеральные масла) — жидкие смеси высококипящих (высокомолекулярных) углеводородов (температура кипения 300—600 °C), главным образом алкилнафтеновых и алкилароматических, получаемые переработкой нефти.

## Классификация
В основу системы классификации и обозначения нефтяных масел положены их кинематическая вязкость (устанавливается в нормативно-технической документации) и эксплуатационные свойства.
По способу производства делятся на дистиллятные, остаточные и компаундированные, получаемые соответственно дистилляцией нефти, удалением нежелательных компонентов из гудронов, депарафинизации, гидроочисткой или смешением дистиллятных и остаточных. В последнее время получил распространение метод преобразования исходного нефтяного сырья в более ценные продукты гидрокрекингом — получаемые в таком производстве масла, при значительно более низкой себестоимости, приближаются по свойствам к синтетическим.
По областям применения делятся на смазочные масла, электроизоляционные масла и консервационные масла. Используются также в косметической промышленности.

## Присадки
Для придания необходимых свойств в нефтяные масла часто вводят присадки. На основе нефтяных масел получают пластичные и технологические смазки, специальные жидкости, например смазочно-охлаждающие жидкости, гидравлические и т. п.

## Буквенное обозначение минеральных масел
Способ очистки и назначение минеральных масел указываются в маркировке. Буквенные обозначения масел делят по
:
- свойствам
  - Л — легкое, маловязкое
  - С — среднее, маловязкое (см. Индекс вязкости)
  - Т — тяжелое, высоковязкое
  - У — улучшенное
- способу очистки
  - А — адсорбционной очистки
  - В — выщелоченное (обработанное только раствором щелочи)
  - Г — гидроочищенное
  - К — кислотной очистки
  - С — очищенное с применением селективных растворителей
  - П — с присадками (легированное)
- назначению
  - Д — дизельное
  - И — индустриальное
  - М — моторное
  - Т — турбинное, трансформаторное, трансмиссионное
  - П — приборное

Маркировка обычно представляет собой набор из 1—3 букв и номера:
1. Первая буква определяет назначение масла
2. Вторая буква (может отсутствовать) определяет способ его очистки
3. Третья буква (может отсутствовать) определяет наличие присадок в нём
4. Номер определяет вязкость масла

Примеры:
- ТКп — трансформаторное масло кислотной очистки с присадкой;
- Тп−22 — турбинное масло селективной очистки с присадкой вязкостью v = 22·10−6 м²/с;
- И-12 — масло индустриальное (среднее) средней кинематической вязкостью (при 50 °С) 12 мкм²/с;
- АК-15 — автотракторное масло кинематической вязкостью (при 50 °C) более 150 мкм²/с.